# Амиџић
Амиџић је српско и бошњачко презиме. Његово буквално значење „потомак амиџе (ујака)“ слично је турском презимену Amcaoğlu. Познати људи са овим презименом су:
- Зоран Амиџић (1950—1991), српски новинар
- Огњен Амиџић (1975), музичар и телевизијски водитељ